# Magnification Tour
Die Magnification Tour (auch bekannt als Yessymphonic Tour) war eine weltweite Konzerttournee der britischen Progressive-Rock-Band Yes, bei der sie ihr Album Magnification (2001) vorstellte. Es war die erste und bis heute einzige Tournee der Band, bei der die Gruppe bei ihren Auftritten von einem Sinfonieorchester unterstützt wurde und zugleich für lange Zeit auch die letzte Yes-Tour, die ein aktuelles Album promotete.

## Hintergrund
Yes begannen ihre Magnification Tour am 22. Juli 2001 in Reno und somit vier Monate vor Veröffentlichung des Albums Magnification in den Vereinigten Staaten, da es nicht rechtzeitig bis zum Tourneestart fertig abgemischt werden und andererseits die bereits gebuchte Tournee nicht mehr verschoben werden konnte. Aus diesem Grund und auch, um das Livepublikum nicht mit zu viel neuem und unbekanntem Material zu überfordern, wurden über den gesamten Zeitraum der Tournee mit Don’t Go, In the Presence of... und dem Titelsong nur drei Stücke des neuen Albums gespielt. Die Reaktionen der Zuschauer insbesondere auf In the Presence of... waren dennoch positiv. Der erste Tourabschnitt durch Nordamerika endete schließlich am 8. September 2001 mit einem Konzert in der Radio City Music Hall in New York City. Zwei Tage später und somit nur einen Tag vor den Terroranschlägen am 11. September 2001 reisten Yes aus New York ab.
Nach mehr als einem Monat Konzertpause wurde die Tour am 25. Oktober 2001 in Europa fortgesetzt. Der zweite Tourabschnitt, der in Wien begann, markierte die ersten Auftritte Yes’ in Russland und dem Baltikum. Das Finale der Europatournee und somit gleichzeitig das Abschlusskonzert der gesamten Tournee fand am 13. Dezember 2001 in Manchester statt. Insgesamt beinhaltete die Magnification Tour 69 Konzerte.
Bei jedem Konzert dieser Tournee wurden Yes von einem Sinfonieorchester begleitet. Auf der nordamerikanischen Etappe trat bei jedem Konzert ein anderes Orchester auf und bei den ersten Shows fungierte Larry Groupé als Dirigent, der bereits auf dem Album Magnification für die orchestralen Arrangements verantwortlich zeichnete. Bei der europäischen Etappe unterstützte das aus jungen Musikern bestehende New European Festival Orchestra unter der Leitung von Wilhelm Keitel die Band.
Da Yes zu diesem Zeitpunkt nicht über einen Keyboarder verfügten, engagierten sie für die Tour den US-amerikanischen Sessionmusiker Tom Brislin, der unter anderem zuvor mit Meat Loaf zusammengearbeitet hatte. Während der Aufführung des Stückes In the Presence of... bediente zusätzlich auch Yes-Schlagzeuger Alan White in der Anfangspassage die Keyboards. Im Vorfeld der Tour hatten Yes ihren ehemaligen Keyboarder Rick Wakeman für die Konzerte angefragt, der jedoch aufgrund terminlicher Verpflichtungen in Südamerika absagen musste. Wakeman trat der Band jedoch im April 2002 wieder bei.

## Liveaufnahmen
Die beiden Auftritte in Amsterdam am 21. und 22. November 2001 wurden aufgezeichnet und unter dem Titel Symphonic Live 2002 als DVD und 2009 als Live-Doppelalbum veröffentlicht.

## Setlist

### Beispiel-Setlist
- Overture (Excerpt from ‚Give Love Each Day’)
- Close to the Edge
- Long Distance Runaround
- Don’t Go
- In the Presence of...
- The Gates of Delirium
- Vivaldi Concerto in D Major (2nd movement)
- Mood for a Day
- Starship Trooper
- Magnification
- And You and I
- Ritual (Nous Sommes du Soleil)
- I’ve Seen All Good People
- Owner of a Lonely Heart
- Roundabout

## Tourdaten
| Nr.                 | Datum               | Stadt               | Land                | Veranstaltungsort                   |
| Leg 1 – Nordamerika | Leg 1 – Nordamerika | Leg 1 – Nordamerika | Leg 1 – Nordamerika | Leg 1 – Nordamerika                 |
| ------------------- | ------------------- | ------------------- | ------------------- | ----------------------------------- |
| 1                   | 22. Juli 2001       | Reno                | Vereinigte Staaten  | Silver Legacy Resort & Casino       |
| 2                   | 25. Juli 2001       | San Diego           | Vereinigte Staaten  | Navy Pier                           |
| 3                   | 26. Juli 2001       | Henderson           | Vereinigte Staaten  | Sunset Station                      |
| 4                   | 28. Juli 2001       | Kelseyville         | Vereinigte Staaten  | Konocti Field Amphitheatre          |
| 5                   | 30. Juli 2001       | Los Angeles         | Vereinigte Staaten  | Hollywood Bowl                      |
| 6                   | 31. Juli 2001       | Concord             | Vereinigte Staaten  | Chronicle Pavilion                  |
| 7                   | 2. August 2001      | Vancouver           | Kanada              | Queen Elizabeth Theatre             |
| 8                   | 3. August 2001      | Woodinville         | Vereinigte Staaten  | Chateau Ste. Michelle               |
| 9                   | 5. August 2001      | Greenwood Village   | Vereinigte Staaten  | Fiddler’s Green Amphitheatre        |
| 10                  | 7. August 2001      | Minneapolis         | Vereinigte Staaten  | State Theatre                       |
| 11                  | 8. August 2001      | Chicago             | Vereinigte Staaten  | Arie Crown Theater                  |
| 12                  | 10. August 2001     | Cuyahoga Falls      | Vereinigte Staaten  | Blossom Music Center                |
| 13                  | 11. August 2001     | Columbus            | Vereinigte Staaten  | Palace Theatre                      |
| 14                  | 12. August 2001     | Clarkston           | Vereinigte Staaten  | DTE Energy Music Theatre            |
| 15                  | 14. August 2001     | Interlochen         | Vereinigte Staaten  | Center for the Arts                 |
| 16                  | 15. August 2001     | Milwaukee           | Vereinigte Staaten  | Riverside Theatre                   |
| 17                  | 16. August 2001     | Kettering           | Vereinigte Staaten  | Fraze Pavilion                      |
| 18                  | 18. August 2001     | Atlanta             | Vereinigte Staaten  | Chastain Park Amphitheater          |
| 19                  | 19. August 2001     | Portsmouth          | Vereinigte Staaten  | nTelos Wireless Pavilion            |
| 20                  | 21. August 2001     | Philadelphia        | Vereinigte Staaten  | Mann Center for the Performing Arts |
| 21                  | 22. August 2001     | Lewiston            | Vereinigte Staaten  | Artpark Amphitheater                |
| 22                  | 24. August 2001     | Vienna              | Vereinigte Staaten  | Filene Center                       |
| 23                  | 25. August 2001     | Uncasville          | Vereinigte Staaten  | Uncas Pavilion                      |
| 24                  | 26. August 2001     | Quebec City         | Kanada              | Colisée Pepsi                       |
| 25                  | 28. August 2001     | Toronto             | Kanada              | Molson Amphitheatre                 |
| 26                  | 29. August 2001     | Montréal            | Kanada              | Centre Molson                       |
| 27                  | 31. August 2001     | Boston              | Vereinigte Staaten  | FleetBoston Pavilion                |
| 28                  | 1. September 2001   | Wallingford         | Vereinigte Staaten  | ctnow.com Oakdale Theatre           |
| 29                  | 2. September 2001   | Saratoga Springs    | Vereinigte Staaten  | Saratoga Performing Arts Center     |
| 30                  | 3. September 2001   | Danbury             | Vereinigte Staaten  | Ives Concert Park                   |
| 31                  | 6. September 2001   | Holmdel             | Vereinigte Staaten  | PNC Bank Arts Center                |
| 32                  | 7. September 2001   | Wantagh             | Vereinigte Staaten  | Jones Beach Theater                 |
| 33                  | 8. September 2001   | New York City       | Vereinigte Staaten  | Radio City Music Hall               |
| Leg 2 – Europa      |                     |                     |                     |                                     |
| 34                  | 25. Oktober 2001    | Wien                | Osterreich          | Libro Music Hall                    |
| 35                  | 26. Oktober 2001    | Katowice            | Polen               | Spodek                              |
| 36                  | 27. Oktober 2001    | Warschau            | Polen               | Hala Torwar                         |
| 37                  | 29. Oktober 2001    | Riga                | Lettland            | Ķīpsalas Izstāžu Halle              |
| 38                  | 31. Oktober 2001    | Moskau              | Russland            | Kremlovskiy Dvorets S’yezdov        |
| 39                  | 2. November 2001    | Tallinn             | Estland             | Saku Suurhall                       |
| 40                  | 3. November 2001    | Sankt Petersburg    | Russland            | Ledovy Dvorets                      |
| 41                  | 4. November 2001    | Helsinki            | Finnland            | Hartwall Areena                     |
| 42                  | 6. November 2001    | Stockholm           | Schweden            | Cirkus                              |
| 43                  | 7. November 2001    | Oslo                | Norwegen            | Konserthus                          |
| 44                  | 9. November 2001    | Berlin              | Deutschland         | ICC                                 |
| 45                  | 10. November 2001   | Leipzig             | Deutschland         | Gewandhaus                          |
| 46                  | 11. November 2001   | Prag                | Tschechien          | Průmyslový palác                    |
| 47                  | 13. November 2001   | Stuttgart           | Deutschland         | Liederhalle                         |
| 48                  | 14. November 2001   | Frankfurt am Main   | Deutschland         | Alte Oper                           |
| 49                  | 16. November 2001   | Zürich              | Schweiz             | Kongresshaus                        |
| 50                  | 17. November 2001   | Mailand             | Italien             | PalaVobis                           |
| 51                  | 19. November 2001   | Hamburg             | Deutschland         | CCH                                 |
| 52                  | 20. November 2001   | Düsseldorf          | Deutschland         | Philipshalle                        |
| 53                  | 21. November 2001   | Amsterdam           | Niederlande         | Heineken Music Hall                 |
| 54                  | 22. November 2001   | Amsterdam           | Niederlande         | Heineken Music Hall                 |
| 55                  | 24. November 2001   | Antwerpen           | Belgien             | Sportpaleis                         |
| 56                  | 25. November 2001   | Roubaix             | Frankreich          | Théâtre du Colisée                  |
| 57                  | 26. November 2001   | Paris               | Frankreich          | Olympia                             |
| 58                  | 28. November 2001   | Manchester          | England             | Apollo Theatre                      |
| 59                  | 29. November 2001   | Dublin              | Irland              | The Point Depot                     |
| 60                  | 1. Dezember 2001    | Brighton            | England             | The Dome                            |
| 61                  | 2. Dezember 2001    | Birmingham          | England             | National Indoor Arena               |
| 62                  | 4. Dezember 2001    | London              | England             | Hammersmith Apollo                  |
| 63                  | 5. Dezember 2001    | London              | England             | Hammersmith Apollo                  |
| 64                  | 7. Dezember 2001    | Cardiff             | Wales               | St. David’s Hall                    |
| 65                  | 8. Dezember 2001    | Nottingham          | England             | Royal Concert Hall                  |
| 66                  | 9. Dezember 2001    | Glasgow             | Schottland          | Clyde Auditorium                    |
| 67                  | 11. Dezember 2001   | Sheffield           | England             | City Hall                           |
| 68                  | 12. Dezember 2001   | Newcastle upon Tyne | England             | City Hall                           |
| 69                  | 13. Dezember 2001   | Manchester          | England             | Apollo Theatre                      |

## Band
- Jon Anderson: Gesang, Gitarre, Percussion, zusätzliche Keyboards
- Tom Brislin: Keyboards, Percussion
- Steve Howe: Gitarre, Pedal-Steel-Gitarre, Hintergrundgesang
- Chris Squire: Bass, Mundharmonika, Hintergrundgesang
- Alan White: Schlagzeug, Keyboards bei In the Presence of...